# Enigmopora
Enigmopora is een geslacht van koralen uit de klasse van de Anthozoa (bloemdieren).

## Soorten
- Enigmopora darveliensis Ditlev, 2003